# Intercomunalitats del Loira Atlàntic

Mapa de les intercomunalitats del departament del Loira Atlàntic

El departament francès del Loira Atlàntic, a la regió País del Loira però que forma part de la Bretanya històrica, és dividit en 23 intercomunalitats (1 comunitat urbana, 2 comunitats d'aglomeració i 20 comunitat de comunes). Dues d'elles, la comunitat d'aglomeració Cap Atlantique i la Comunitat de comunes del País de Redon, comparteixen comunes d'altres departaments bretons.

## Per tipus

### 1Comunitat urbana
- Nantes Metròpoli

### 2Comunitats d'aglomeració
- Comunitat d'aglomeració Cap Atlantique (comprèn comunes del departament d'Ar Mor-Bihan a la regió administrativa de Bretanya)
- Comunitat d'aglomeració de la regió nazariana i de l'estuari

### 20Comunitats de comunes
- Comunitat de comunes Cœur d'Estuaire
- Comunitat de comunes Cœur Pays de Retz
- Comunitat de comunes del sector de Derval
- Comunitat de comunes de Grand Lieu
- Comunitat de comunes de la Regió de Blain
- Comunitat de comunes de la Regió de Machecoul
- Comunitat de comunes de la Regió de Nozay
- Comunitat de comunes de la vall de Clisson
- Comunitat de comunes de Pornic
- Comunitat de comunes d'Erdre i Gesvres
- Comunitat de comunes de Vallet
- Comunitat de comunes del Castelbriantais
- Comunitat de comunes del País d'Ancenis
- Comunitat de comunes del País de Pont-Château - Saint-Gildas-des-Bois
- Comunitat de comunes del País de Redon (comprèn comunes dels departaments d'Ille i Vilaine i Morbihan, a la regió Bretanya)
- Comunitat de comunes del Sud-Estuaire
- Comunitat de comunes Loira Atlàntic meridional
- Comunitat de comunes Loire-Divatte
- Comunitat de comunes Loira i Sillon
- Comunitat de comunes Sèvre, Maine i Goulaine

## Intercomunalitats desaparegudes
La Comunitat de comunes del País de Guémené-Penfao fou dissolta el 31 de desembre de 2007, totes les comunes s'adheriren a la Comunitat de comunes del País de Redon